# Végétal local

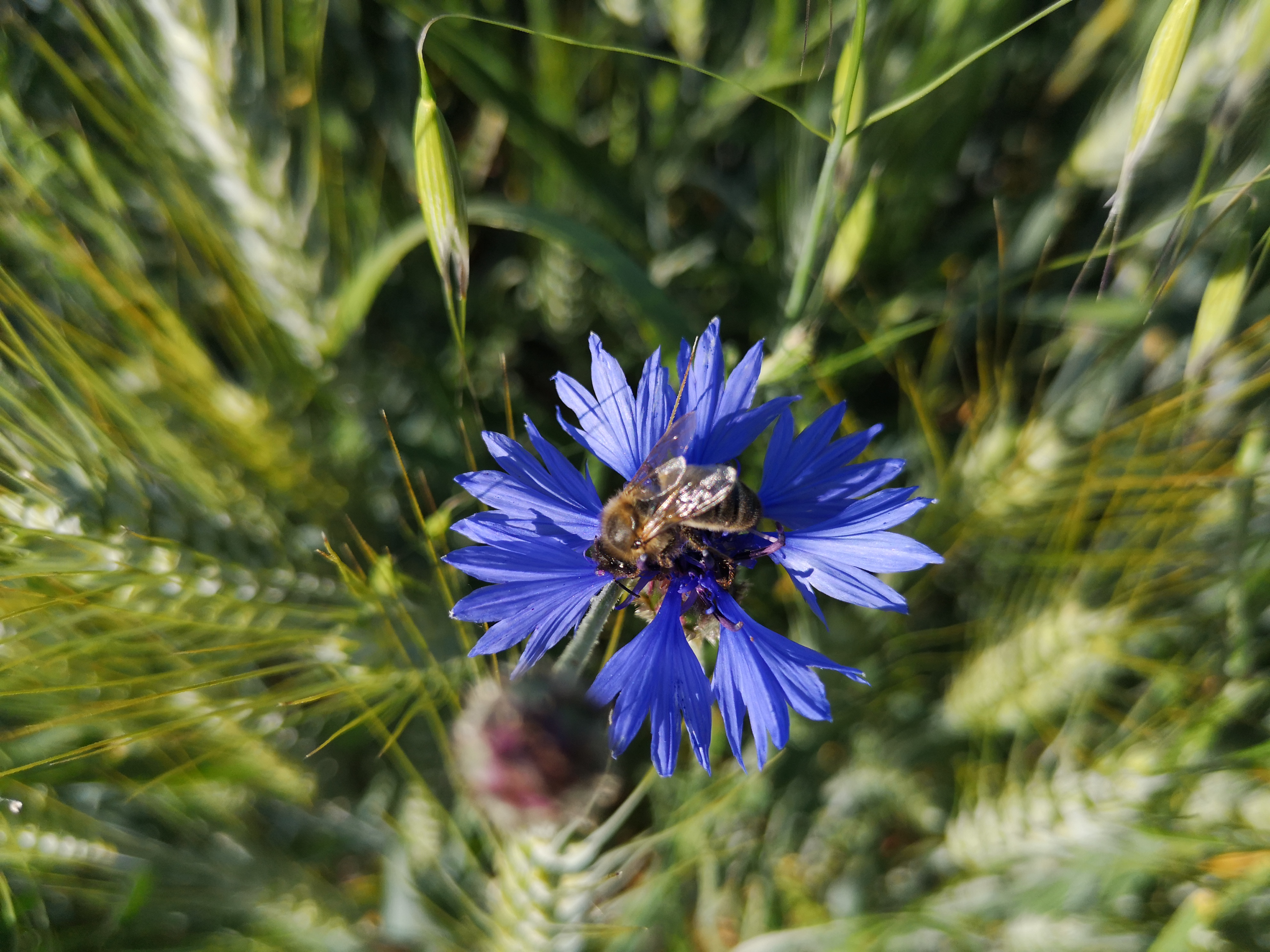
Abeille butinant un bleuet(Cyanus segetum)

En botanique, un végétal local est une espèce indigène ou un taxon, une population ou un groupement végétal dont la présence dans le lieu où il se trouve aujourd'hui est ancien et qu'il est difficile de connaître son caractère natif ou introduit.
Aujourd'hui, « Végétal local » est aussi une marque collective de l'Office français de la biodiversité (OFB). Créée dans le cadre de la stratégie nationale pour la biodiversité, elle a été déposée en janvier 2015 à l’INPI. Cette marque permet de garantir l’origine locale des végétaux commercialisés. C'est l’assurance que ces végétaux ont conservé un fort potentiel adaptatif.
La marque Végétal local pose un cadre pour le marché français des plantes sauvages. Les végétaux sauvages concernés n’ont pas subi de sélection par l’homme ou de croisement, ils sont naturellement présents dans leur zone de récolte. Plusieurs groupes de plantes peuvent être concernées : plants ligneux, plantes hélophytes, mélanges de semences, boutures, graines d’arbres et d’arbustes…

## Objectifs
La marque Végétal local poursuit différents objectifs :
• Assurer la traçabilité pour chaque végétal commercialisé depuis son aire biogéographique de collecte en milieu naturel. 
• Encadrer les pratiques de collecte durable en milieu naturel afin de ne pas porter atteinte à l'équilibre des populations de plantes des sites de prélèvement.
• Minimiser la sélection, pour favoriser une large diversité génétique et promouvoir la commercialisation de végétaux sauvages indigènes porteurs d’un patrimoine génétique spécifique de l’aire biogéographique considérée.
La marque Végétal local favorise ainsi la conservation dynamique de la biodiversité des plantes sauvages et ainsi, leurs capacités d’adaptation et leur résilience face aux changements globaux.

## Historique
Le projet « Flore locale & Messicoles » piloté par la Fédération des conservatoires botaniques nationaux (FCBN), en partenariat avec l’Afac-Agroforesteries et Plante et Cité a été proposé en réponse à l’appel à projets du Ministère de l'écologie, du développement durable et de l'énergie en 2011. 
Il s'agissait d'élaborer un projet national visant à développer deux signes de qualité complémentaires garantissant la traçabilité du matériel végétal depuis le site de leur collecte jusqu'à leur utilisation. Le projet a été co-financé par le Ministère de l’écologie, du développement durable et de l’énergie, Réseau de transport d’électricité (RTE), Total infrastructures Gaz de France (TIGF), l’Union Nationale des producteurs de granulats (UNPG), l’Interprofession de l’Horticulture (Val’Hor) et GRT Gaz.

## Etapes de production
• Collecte des graines qui doit être réalisée sans épuiser la ressource, dans la région d'origine, sur des arbres ou des arbustes anciens (datant d’avant 1970), dans des paysages préservés, sur un minimum de 30 individus pour assurer une diversité génétique du lot collecté. 
• Naissage de jeunes plants par un pépiniériste qui procède à la stratification afin de lever la dormance des graines issus de la collecte, puis qui les mets en culture en godets ou en pleine terre. 
• Elevage à partir de jeunes plants par des pépiniéristes qui assurent durant plusieurs années la production des baliveaux ou des arbres tiges, ou en cépée. Le naissage et l'élevage des plants se font sans sélectionner des morphotypes particuliers afin de conserver la diversité génétique des végétaux. 